# Behoudenis-der-Krankenkapel

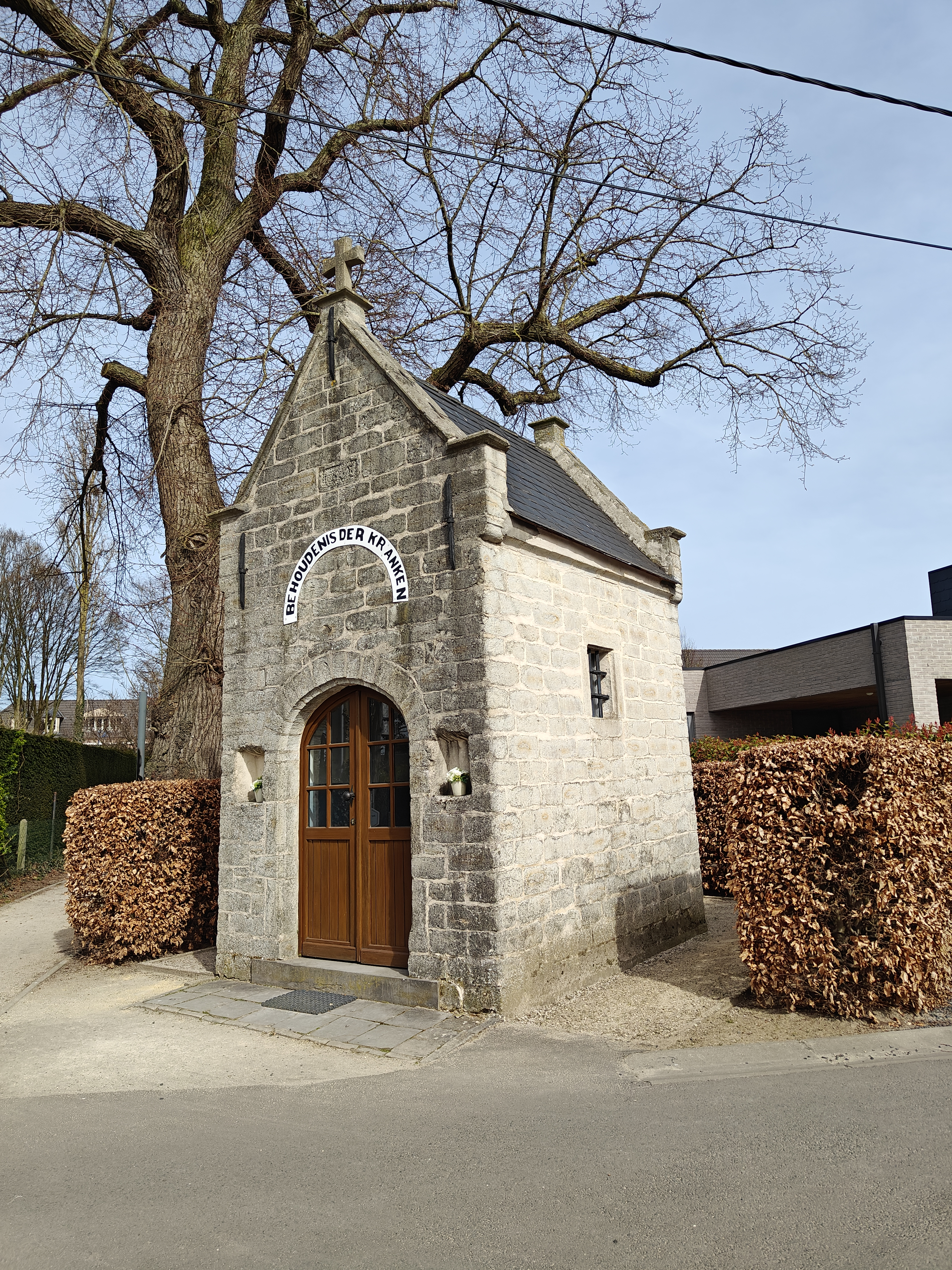

De Behoudenis der Krankenkapel is een kapel in de Vlaams-Brabantse plaats Haacht, gelegen aan de Goltfuslaan (een straat genoemd naar Hans Goltfuss).
Hoewel de plaats van de kapel al in 1558 werd aangeduid als:  't veld aen het lievrouken, is het aannemelijk dat de kapel pas in 1668 werd gebouwd, wat ook op de gevelsteen is te zien. In dat jaar heerste er een pestepidemie. Misschien vond in 1865 een herbouw plaats. De kapel is gelegen op het kruispunt van twee voormalige voetwegen.
Het betreft een georiënteerde betreedbare kapel, opgetrokken in Balegemse steen. Men betreedt de kapel via een korfboogdeur. Het interieur wordt overkluisd door een kruisribgewelf.